# الخطوط الجوية التاهيتية
الخطوط الجوية التاهيتية أو خطوط تاهيتي الجوية (بالأنكليزية:Air Tahiti) هي شركة تابعة للخطوط الجوية الفرنسية التي تعمل في بولينيزيا الفرنسية. وعلى الرغم من كونها شركة من القطاع الخاص، إلا أن تعمل في الخدمة العامة. المقر الرئيسي للشركة لها هو مطار فا الدولي.